# Míl Espáine

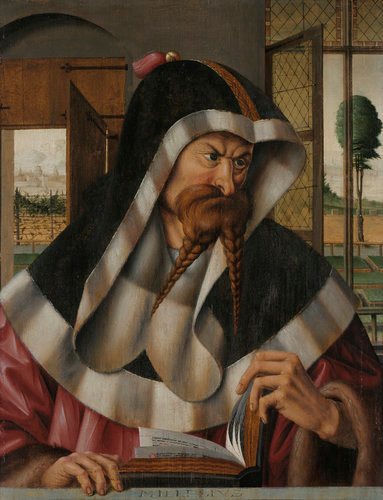
Milesius, representación artística renacentista del por Hermann tom Ring que se encuentra en la Colección de Pintura del Estado de Baviera.

En la mitología celta en general, e irlandesa en particular, Míl Espáine (del latín miles Hispaniae, soldado de Hispania) es el epíteto de Golam de Hispania, ancestro de los habitantes de Irlanda, y el antepasado de los hijos de Míl, que representan a los celtas goidélicos.
Sirvió como soldado en Escitia y Egipto, antes de recordar una profecía que decía que sus descendientes gobernarían Irlanda, cuando viajó al oeste llegando hasta la península ibérica, conquistado esta y luchando en varias batallas antes de morir, sin ver Irlanda él mismo. Su mujer, Scota, y su tío, Ith, que vieron Irlanda desde una torre construida por el padre de Ith, Breogán, y que ha sido identificada como la Torre de Hércules en Galicia, navegaron hasta Irlanda donde Íth fue asesinado por los Tuatha Dé Danann. Después de que su cuerpo fuese devuelto a Brigantia (actual La Coruña), los ocho milesianos y los nueve hermanos de Íth invadieron Irlanda y derrotaron a los Tuatha Dé Danann.
Sin embargo, algunas interpolaciones medievales al Lebor Gabála mencionan entre los ancestros de los irlandeses a los escitas y antes de ellos, a Jafet, uno de los hijos de Noé. Aunque esta versión manipulada también afirma que Míl nació en Iberia y fue hijo de Bilé, hijo a su vez de Breogán.